# Blohm & Voss BV 141
Blohm & Voss BV 141 byl německý jednomotorový průzkumný a bombardovací letoun, který byl pozoruhodný svým nesymetrickým tvarem.

## Vznik
Na začátku roku 1937 obeslalo RLM společnosti Arado a Focke-Wulf objednávkou na vyhotovení projektu víceúčelového letounu určeného pro taktický průzkum, který by byl schopen i lehkého bombardování. Přesto, že firma Hamburger Flugzeugbau (později přejmenovaná na Blohm & Voss) nedostala z RLM žádnou objednávku, její hlavní konstruktér ing. Vogt přistoupil k soukromé realizaci projektu, který chtěl v tomto konkurzu představit.
Jeden z požadavků, co nejdokonalejší výhled tříčlenné posádky z kabiny, vyřešil ing. Vogt asymetrickým tvarem konstrukce. Prodloužil motorovou gondolu o ocasní nosník a vlastní trup společně s kabinou umístil po její pravé straně. Vedení RLM, rozhodnuté pro projekt firmy Arado, nepřikládalo řešení ing. Vogta větší význam. Avšak nový šéf Technisches Amtu RLM Ernst Udet podpořil myšlenku ing. Vogta a Hamburger Flugzeugbau zahájil stavbu prototypu.

## Vývoj

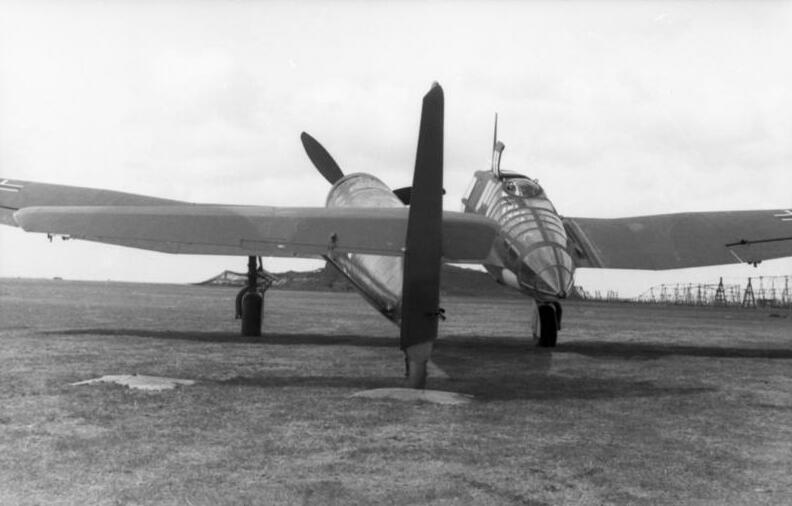
BV 141

První prototyp Ha-141-0 (D-ORJE) vzlétl 25. února 1938. Zanedlouho se na tovární letiště HFB osobně dostavil Udet, který usedl za řízení nového stroje. Pod dojmem dobrých letových vlastností objednal po přistání další tři prototypy. Po změně názvu výrobce obdržel Ha-141-0 označení BV 141 a po dlouhém jednání byl uznán jako jeden ze tří prototypů zaplacených RLM. První vyrobený letoun tak obdržel další označení BV 141 V2 a stal se oficiálně druhým prototypem.
První oficiální prototyp BV 141 V1 (Werk-Nr.171, D-OTTO) provedl svůj první let až v září 1938, který se od svého předchůdce lišil úplně jiným tvarem trupové gondoly. Ta byla na přání RLM unifikovaná s gondolou prototypu Focke-Wulf Fw 189. Změnou prošel také tvar ocasního nosníku a ocasních ploch. Již 5. října byl BV 141 V1 poškozen během přistání vinou poškození hydraulického vysouvání podvozku. Později byl tento letoun přepracován na verzi BV 141 B-1 (GL+AG).

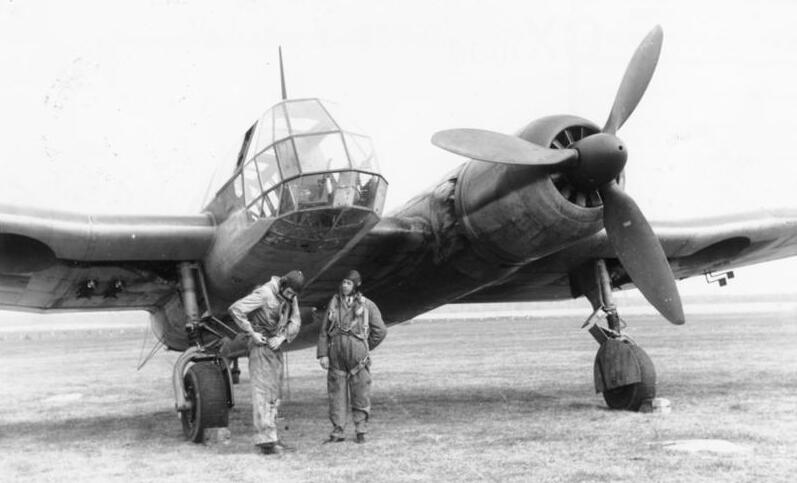
BV 141 před startem

Do letových testů se tak zapojil prototyp BV 141 V3 (Werk-Nr.359, D-OLGA) s instalovanou silnější pohonnou jednotkou BMW 132 N o výkonu 636 kW. Výzbroj vzorového stroje pro sériovou výrobu se skládala ze dvou pevných kulometů MG 17 umístěných v křídle a dvou pohyblivých kulometů MG 15 pro ochranu zadní polosféry. Pozorovatel měl k dispozici automatické kamery. Pod křídlem se nacházely čtyři závěsníky ETC 50 pro čtveřici 50 kg pum, nebo kontejnery pro vytvoření dýmové clony. Pro zlepšení stability bylo zvětšeno rozpětí a délka ocasního nosníku.
Po uskutečnění dalších zkušebních letů objednalo RLM další prototypy označené BV 141 A-01 až A-05, přičemž stroje dostaly rovněž čísla prototypů. Například BV 141 A-01 s imatrikulací D-OLLE byl známý také jako BV 141 V4. Již na začátku zkušebních letů tohoto letounu došlo opět k poruše hydraulického mechanismu zatahování podvozku a letoun byl během přistání poškozen. Tato nehoda způsobila zpoždění výzkumného programu v e-Stelle v Rechlinu. Stroj byl později přestavěn na verzi B-1 (GL+AH).

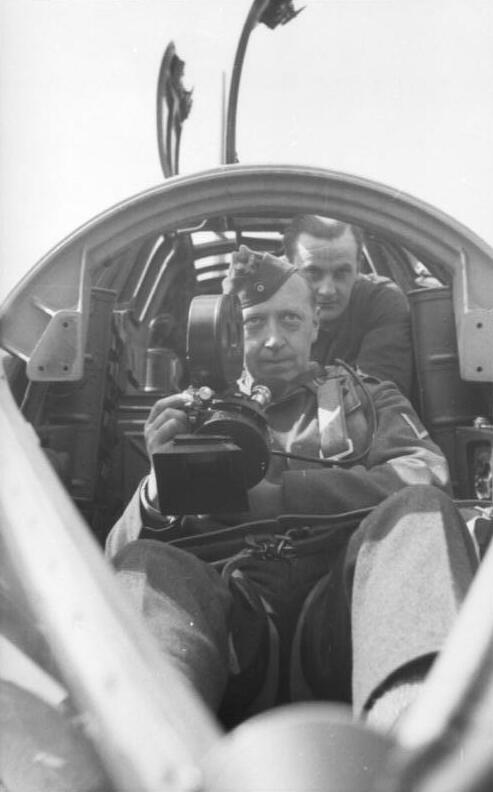
Kameraman v kokpitu BV 141

Výroba pokračovala dalšími čtyřmi stroji verze A-0, které nesly také označení V5 (Werk-Nr.361, BL+AB), V6 (Werk-Nr.362, BL+AC), V7 (Werk-Nr.363, BL+AD) a V8 (Werk-Nr.364, BL+AE). Oficiální zkoušky prototypu V5 byly ukončeny v lednu 1940. Dne 4. dubna 1940 pak došlo k zamítnutí sériové výroby BV 141 A.
U těchto devíti letounů se ukázalo, že stávající devítiválcový hvězdicový motor BMW 132 je pro tento stroj málo výkonný, proto ing. Vogt již během letových testů BV 141 A začal pracovat na zdokonalené variantě BV 141 B s čtrnáctiválcovým dvouhvězdicovým motorem BMW 801 o vzletovém výkonu 1147 kW. Instalace nové pohonné jednotky si vynutila změnu tvaru ocasního nosníku a ocasních ploch. Použity byly také nové konce křídel se zkosenou odtokovou hranou.
Dne 9. ledna 1941 byl zalétán první z pěti BV 141 předsériové verze B-0, BV 141 V9 (Werk-Nr.0110001, NC+OZ). V této době získala společnost Blohm & Voss objednávku na pět strojů BV 141 B-0.
Další z prototypů BV 141 V10 (Werk-Nr.0210002, NC+RA) vykonal první let 1. června 1941. Na podzim byl přemístěn do školy průzkumného letectva v Grossenheinu v Sasku.
Poslední prototyp BV 141 V13 (NC+RD) byl dohotoven 15. května 1943.
Také verze BV 141 B nebyla zařazena do sériové výroby.
Důvodem byla urgentní potřeba motorů BMW 801 pro stíhačky Fw 190, to, že verze se silnějším motorem se objevila až v době, kdy již byla rozběhnuta výroba Fw 189, a také vzhled letadla. Přesto byly dodány všechny objednané kusy.
Několik vraků BV 141 našla postupující spojenecká vojska; jeden z nich Britové poslali do Anglie na prozkoumání. Do dneška se nezachoval žádný exemplář tohoto "pravděpodobně nejasymetričtějšího letadla, které kdy letělo".

## Technické údaje
Údaje platí pro BV 141 A-08
- Rozpětí: 15,48 m
- Délka: 11,92 m
- Výška: 4,12 m
- Hmotnost prázdného stroje: 3167 kg
- Vzletová hmotnost: 3899 kg
- Maximální rychlost u země: 339 km/h
- Maximální rychlost v hladině 3800 m: 399 km/h
- Cestovní rychlost: 310 km/h
- Praktický dostup: 9 000 m
- Dolet: 1140 km

## Odkazy

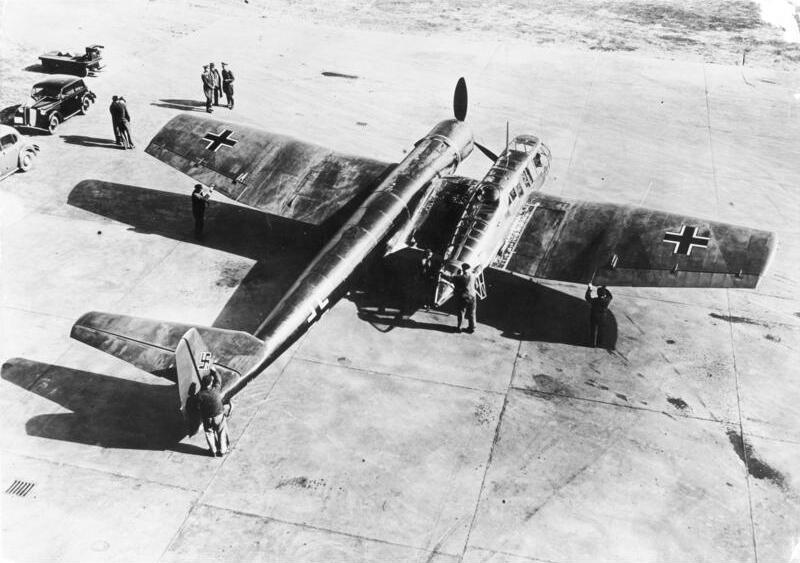
BV 141 B-0